# Utset Corona
Utset Corona est une corona, formation géologique en forme de couronne, située sur la planète Vénus par -55,5° S et 167° E. Elle est localisée dans le quadrangle d'Henie. Elle a été nommée en référence à Utset, la Première mère chez les Zia (sud-ouest des États-Unis). 

## Géographie et géologie
Utset Corona couvre une surface circulaire d'environ 150 km de diamètre. 